# Statuto Organico del Regno di Polonia
Lo Statuto Organico del Regno di Polonia (in polacco: Statut Organiczny dla Królestwa Polskiego) fu una carta simile a una costituzione che sostituì la Costituzione del Regno di Polonia dopo la Rivolta di Novembre.
Lo Statuto, firmato dallo zar Nicola I di Russia, sostituì l'unione personale del Regno di Polonia e dell'Impero russo con un'incorporazione eterna della Polonia all'interno della Russia. Il Sejm (il Parlamento) del Regno fu abolito, e l'esercito polacco fu unito a quello russo.
Alcune istituzioni furono mantenute separate, per mantenere l'immagine di una certa autonomia: il Consiglio di Stato, il Consiglio Amministrativo, il Narodowy Bank Polski. Delle cinque commissioni governative, due (quella dell'Esercito e quella dell'Istruzione) furono sciolte, lasciando integre solo quelle del Tesoro, della Giustizia e degli Affari Interni. Il potere del Namestnik del Regno di Polonia fu incrementato.